# KRK Uralez
Der KRK Uralez („Kultur- und Unterhaltungskomplex Uralez“, russisch КРК Уралец) ist eine Eissporthalle in der russischen Stadt Jekaterinburg, Oblast Swerdlowsk. Die Eishalle ist Austragungsort der Heimspiele von Awtomobilist Jekaterinburg aus der Kontinentalen Hockey-Liga sowie seit 2009 der Mannschaft des JHC Awto aus der Juniorenliga MHL.

## Beschreibung
Der KRK Uralez wurde 1970 als Sportpalast der Gewerkschaften eröffnet und 2006 ausgebaut. Er wird hauptsächlich für Eishockeyspiele genutzt. Der Eishockeyverein Awtomobilist Jekaterinburg aus der Kontinentalen Hockey-Liga trägt seit seiner Gründung 2006 seine Heimspiele im Stadion aus. Neben Eishockeyspielen dient der Sportpalast auch als Konzerthalle und als Austragungsort von Eiskunstlauf-Veranstaltungen.